# Béla (Szlovákia)
Béla (szlovákul Belá) község Szlovákiában, a Nyitrai kerületben, az Érsekújvári járásban.

## Fekvése
Párkánytól 11 km-re nyugat-északnyugatra, a bélai dombok között fekszik. Jó bortermő vidék.

## Története

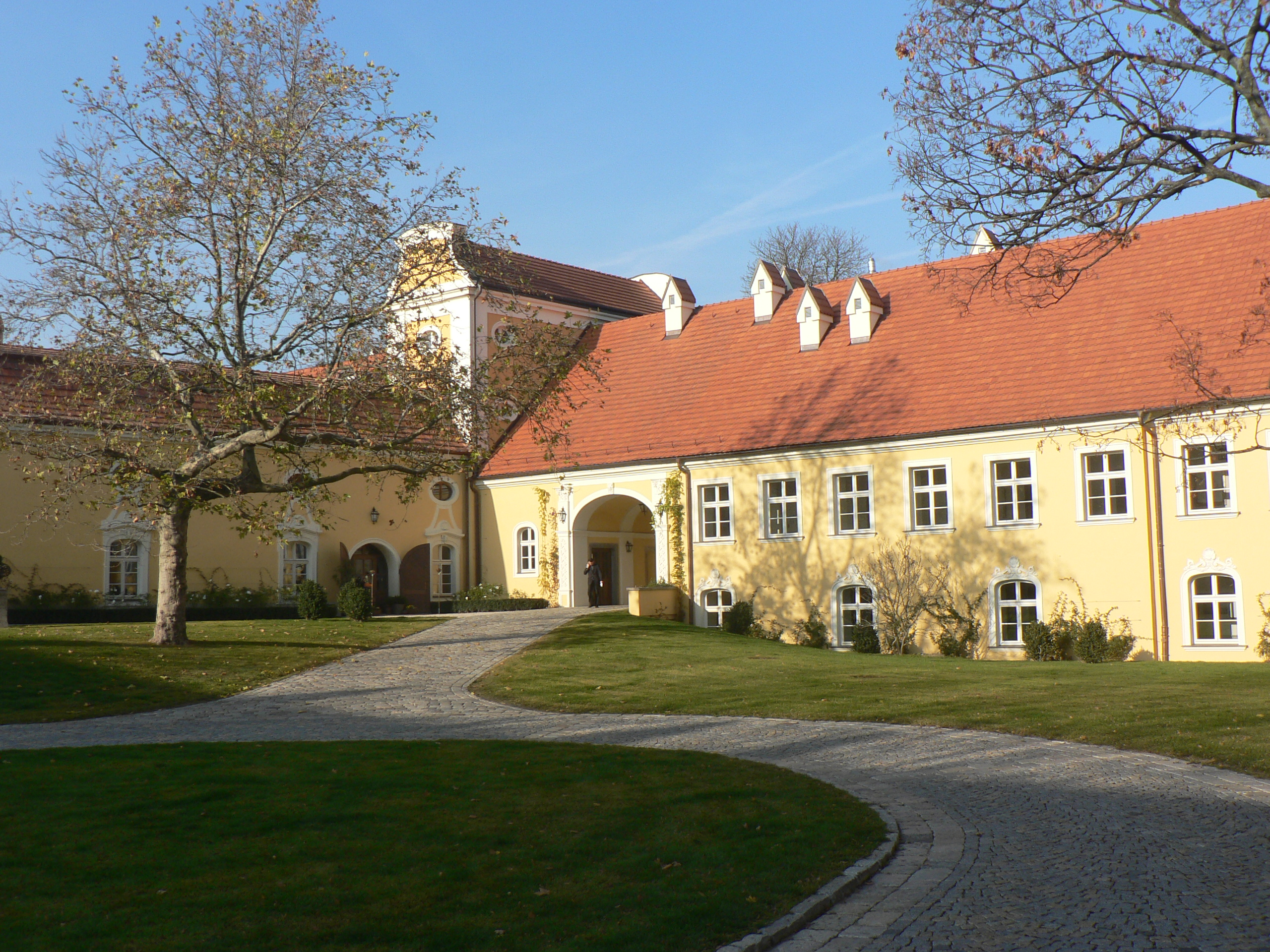
A kastély

Béla nevét 1138-ban említették először az oklevelek. Ekkor a dömösi prépostság birtoka volt.
1255-ben Kun Erzsébet királyné a Zovárd nemzetséghez tartozó Karvai Miklós fia Péternek adta. Ezt 1287-ben IV. László király is megerősítette.
1367-ben I. (Nagy) Lajos király adományozta Ebnbrandi Miklós fia Jákónak.
1434-ben Luxemburgi Zsigmond adománylevelében bukkant fel a falu neve, aki Pogánytelki Tamásnak és Bálintnak adta királyi adományként, a huszita háborúban szerzett érdemeikért.
Az 1532. évi adóösszeírások szerint Bélai Bálint birtoka.

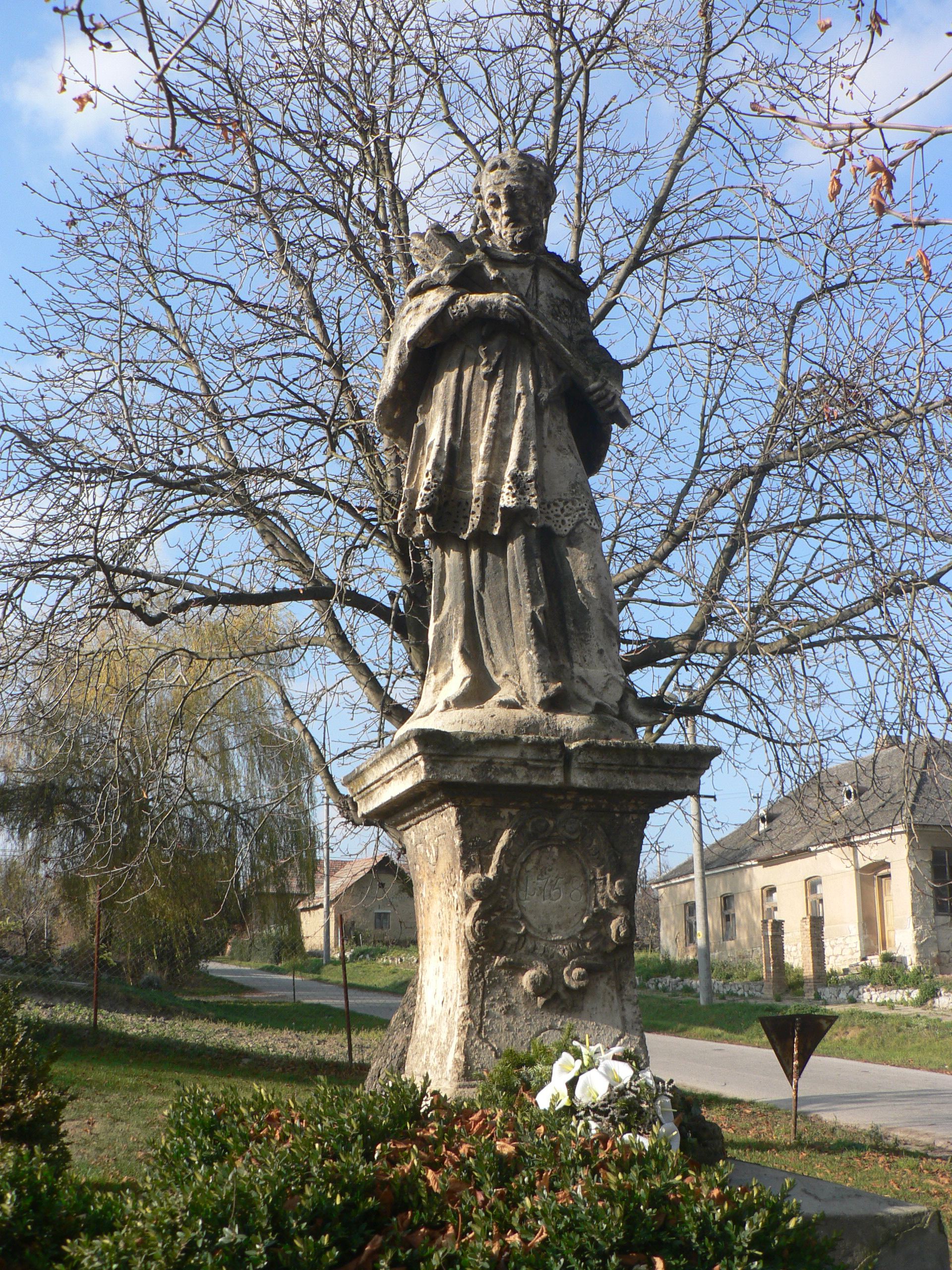

A török hódoltság alatt elnéptelenedik – még 1732-ben is pusztaként szerepel Ters(z)tyánszky János Esztergom vármegyei alispán, vicenádor birtokai között. Bél Mátyás földrajztudós 1735-ben az itteni romokat említi.
1770-től Török András generálisé, aki kastély építésébe fog. (Lásd alább!)
A trianoni békeszerződésig Esztergom vármegye Párkányi járásához tartozott. 1938 és 1944 között – az első bécsi döntés következtében – ismét magyar fennhatóság alá került.

## Népessége
| Év:            | 1994. | 2004.   | 2014.    | 2024. |
| -------------- | ----- | ------- | -------- | ----- |
| Emberek száma: | 424   | 413     | 350      | 315   |
| Eltérés:       |       | -2,59 % | -15,25 % | -10 % |

| Év:            | 2023. | 2024.   |
| -------------- | ----- | ------- |
| Emberek száma: | 319   | 315     |
| Eltérés:       |       | -1,25 % |

2011-ben 370 lakosából 282 magyar, 65 szlovák, 1 cseh és 22 ismeretlen nemzetiségű.
2021-ben 325 lakosából 232 (+12) magyar, 76 (+11) szlovák, (+1) egyéb és 17 ismeretlen nemzetiségű volt.

## Nevezetességei

### Barokk kastély
A kastély építését 1770 körül Török András kezdi el, a munkálatok irányításával Mayer Jakab esztergomi építőmestert bízza meg. A kastély a francia vidéki barokk stílusában épült. Elsőként a kápolna (ma templom) készült el, amelyet 1780-ban szentelnek fel. 1834-ben az özvegy Szerdahelyiné Hunyady Anna bárónővel kötött házasság útján a korzikai eredetű Baldácsy (Baldacci) család tulajdonába kerül. Baldácsy Antal életében a kastély fejedelmi fényben pompázik. Az ő személye nagyon érdekes, igazi kényúr volt, aki a környéken a 19. század első felében szinte mint kiskirály uralkodott. Máig fennmaradtak róla a faluban olyan történetek, mint például az, hogy a jobbágyokkal nagyon keményen bánt, és amikor a vármegyétől, Esztergomból jöttek ezt kivizsgálni, a hatóság embereit a saját börtönébe záratta. Azt mondják, hogy féltékenysége miatt még saját (második) feleségét, Makovszky Adél grófnőt is bezáratta ide egy időre. Emellett talán a vármegye legcsodálatosabb kastélyát építette fel, amelynek főleg a belső termei voltak különlegesek. Elsősorban azért, mert a termek egész falát beborító freskókat festetett. Ezek többnyire görög mitológiai jeleneteket ábrázoltak (sajnos, a kommunista időkben megsemmisültek).
1892-ben Bródy Zsigmond vásárolja meg a kastélyt a teljes berendezéssel együtt, aki a községben iskolát építtet. 1910-ben a kastély tulajdonosa báró Ullmann Adolf, 1925-ben a birtokot a báró fia, Ullmann György örökli. György nevéhez fűződik a Muzsla felől a faluba vezető út mentén állított Szent Kristóf emlékkereszt, melyet egy szerencsésen végződött kocsibaleset után hálából állíttatott a báró 1939-ben. Az Ullmannok nagyon jó kapcsolatban voltak a falubeliekkel, volt egy autójuk, amivel a megbetegedett falubelieket  vitték a párkányi orvosi rendelőbe. Ullmann György 1945-ben kényszerült elhagyni az országot lányával, a ma Svájcban élő Erzsébettel.
A második világháború után a kastélyban pár évig mezőgazdasági iskola, majd javítóintézet működött. Egy ideig börtönként is szolgált. Ezután 1990-ig motoralkatrészek, mezőgazdasági gépek raktáraként használták, mígnem annyira tönkrement az épület, hogy életveszélyessé vált.
2000 decemberében az Ullmann család leszármazottai, Ilona von Krockow grófnő és Matthias gróf visszavásárolták az ősi birtokot és elindították a kastély szakaszos felújítását, ami nem kevesebb, mint 50 millió euróba került. A birtokot kovácsoltvas kerítéssel elkerítették, a tetőt és részben a kastély épületét is felújították. Kialakítottak egy ízlésesen berendezett borozót. 2001-ben a pincét nyolcmillió szlovák korona értékű modern szőlőfeldolgozó technológiával szerelték fel. Azóta valószínűleg itt érlelődnek Szlovákia (a Felvidék) legjobb borai. Az újonnan felújított bélai kastélyban kétszáz fő részére nagyszabású esküvőt szerveztek 2007 októberében: Yvonne von Krockow grófnő és Gonzala Mahou házasodott össze. Az egyházi ceremóniára az esztergomi bazilikában került sor.

## Képek

### A falu

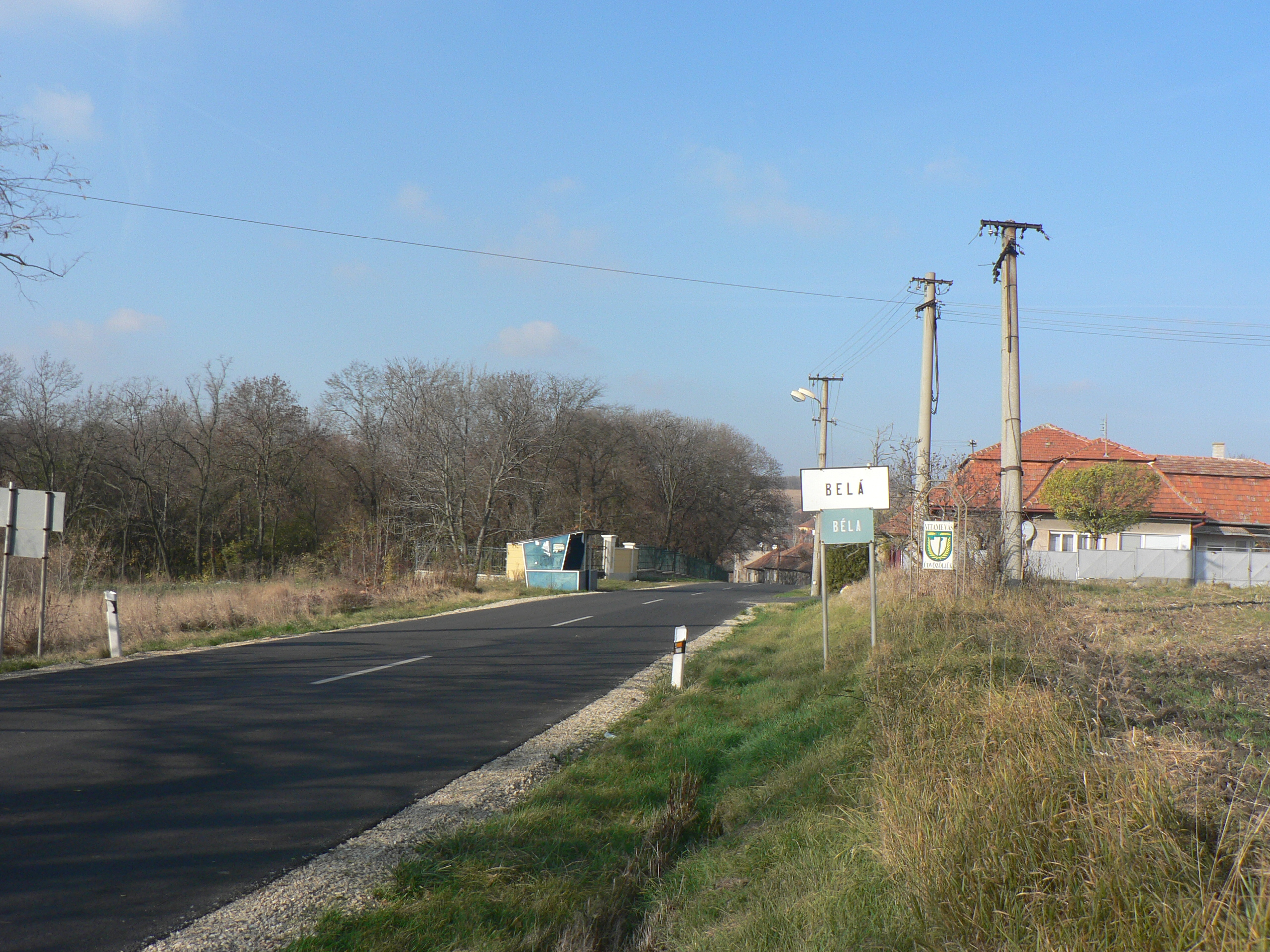
Bélára érkezvén
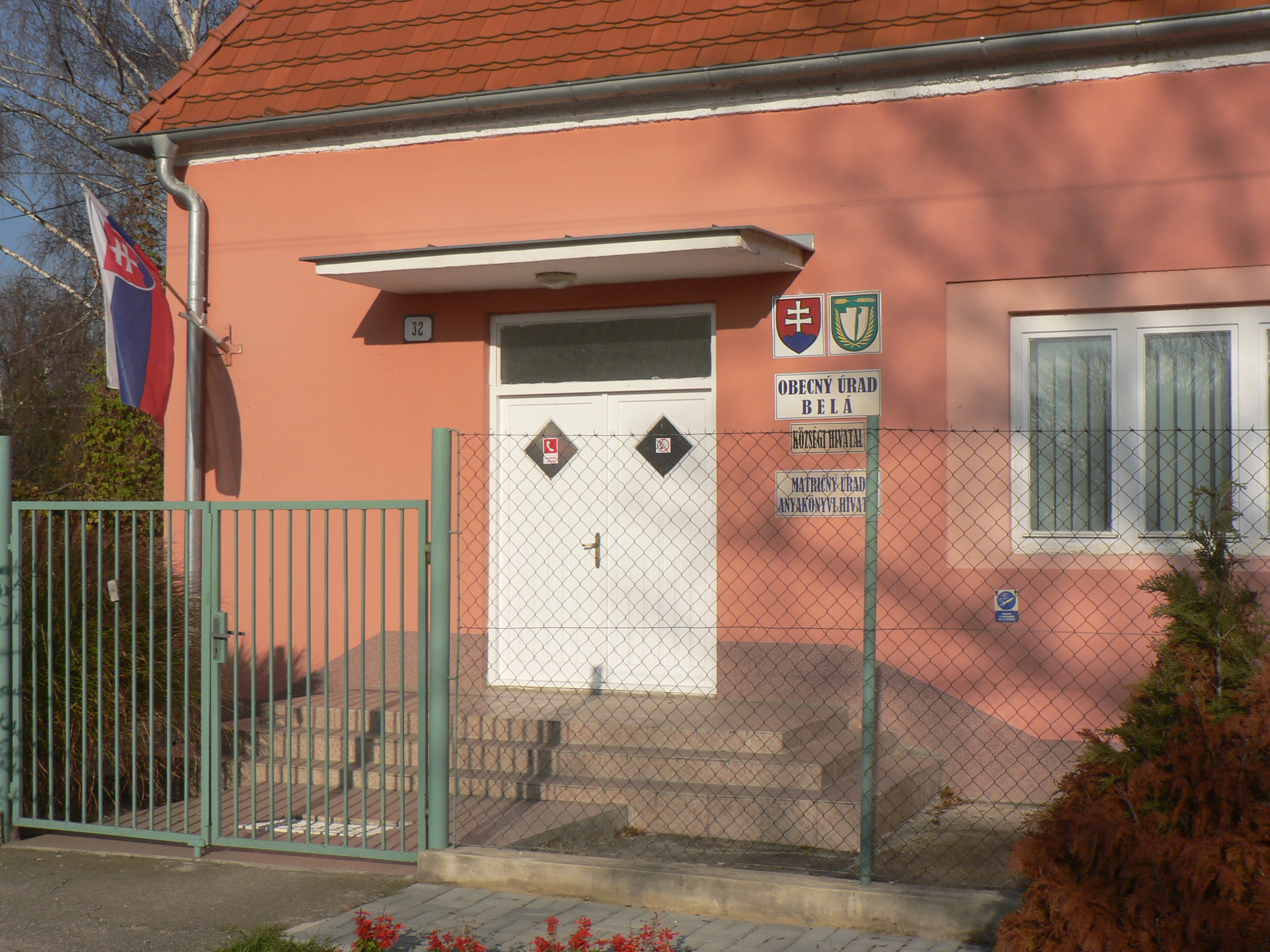
Községi hivatal
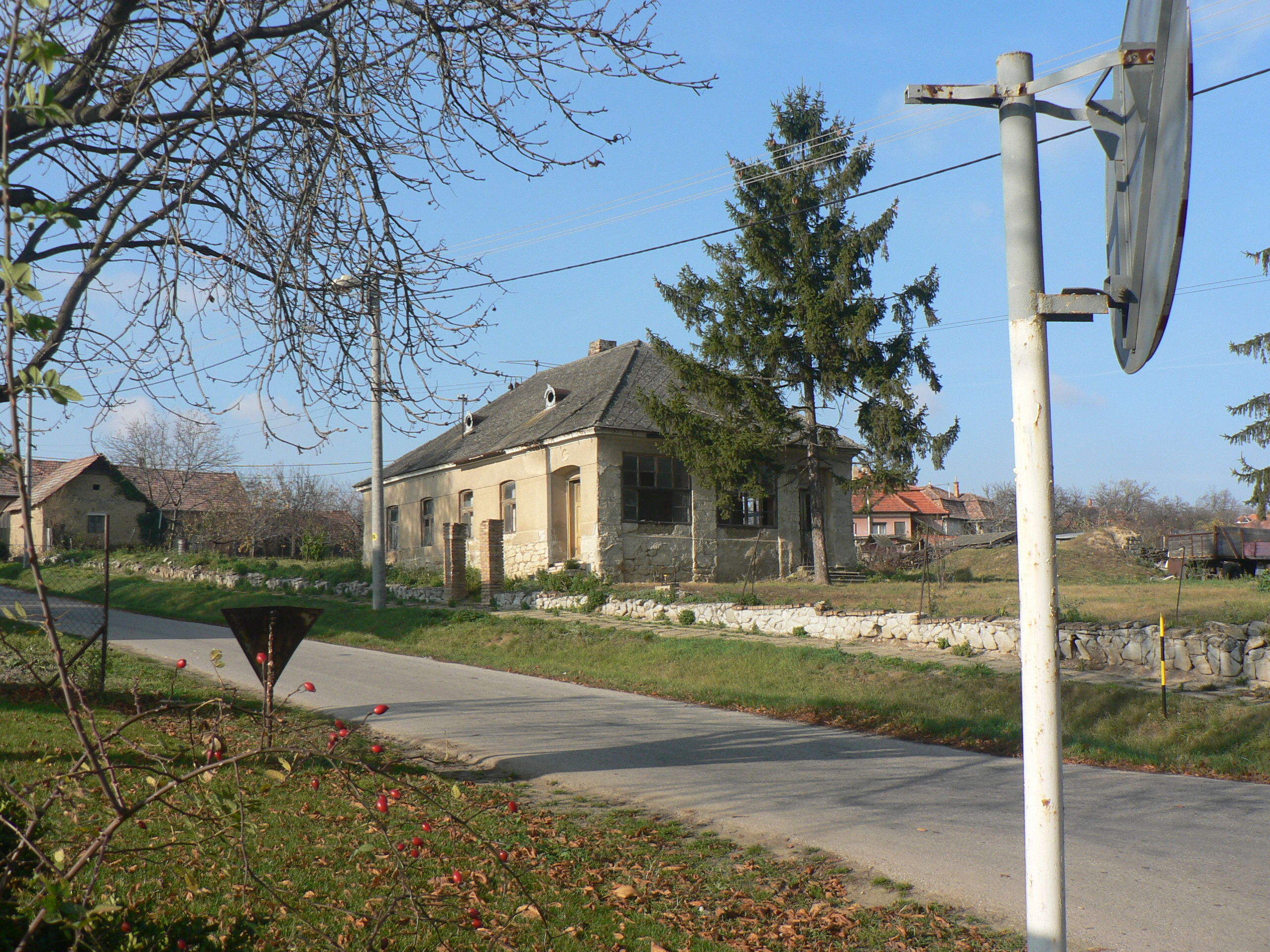
Ház szép kilátással
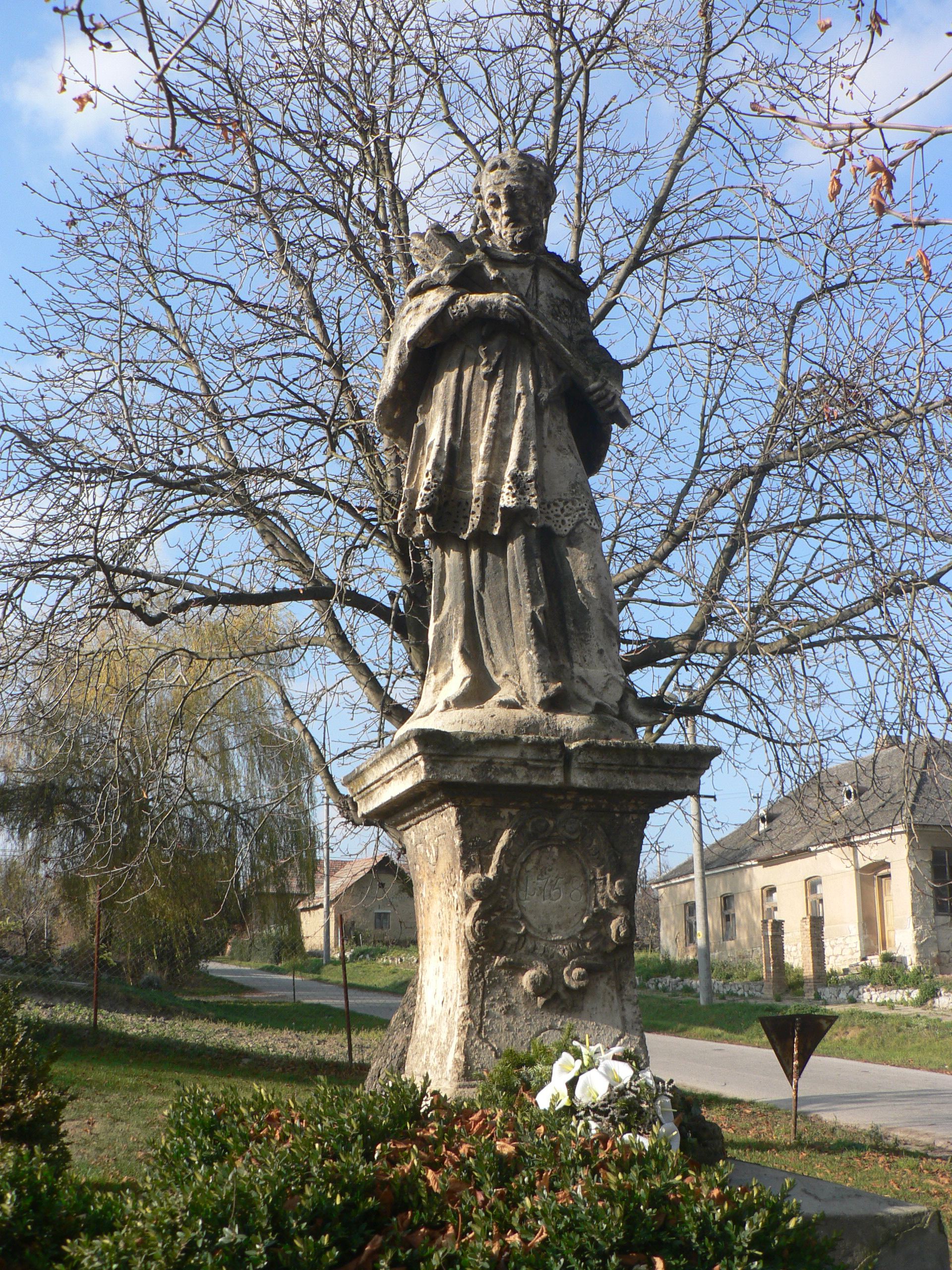
Nepomuki Szent János szobor 1758-ból

### A kastély

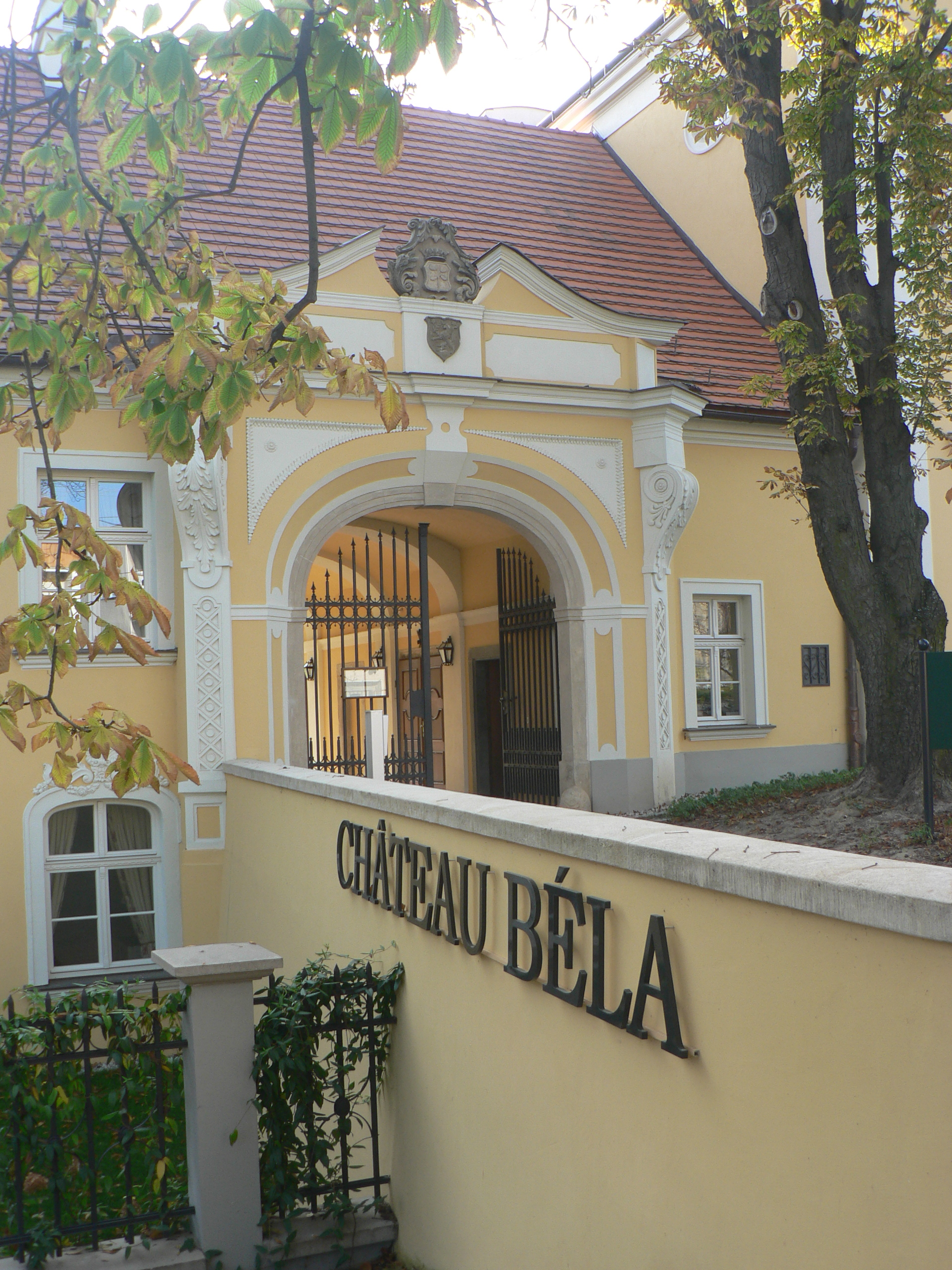
A Château Béla
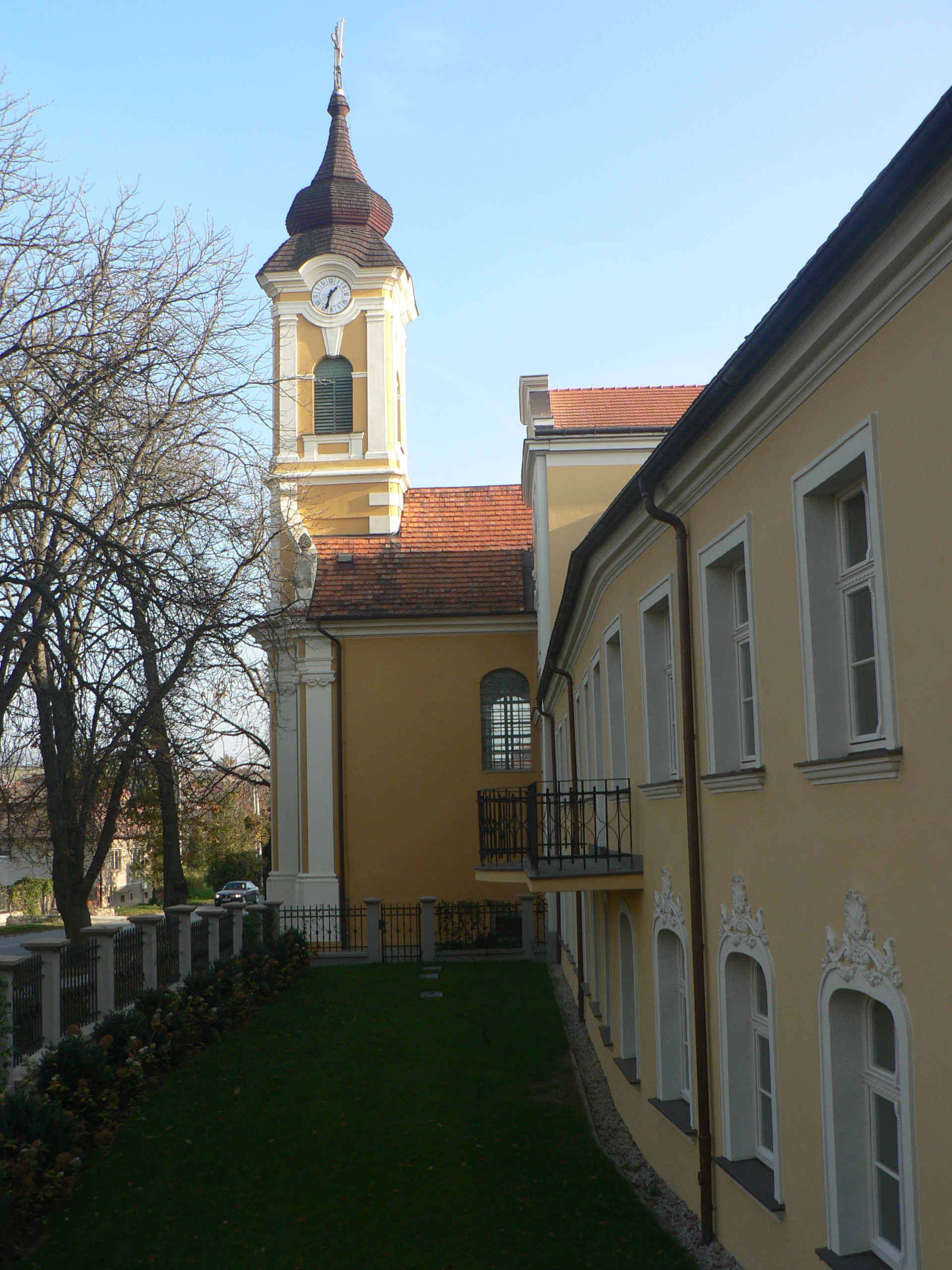
A kastélyhoz kápolna (templom) is tartozik
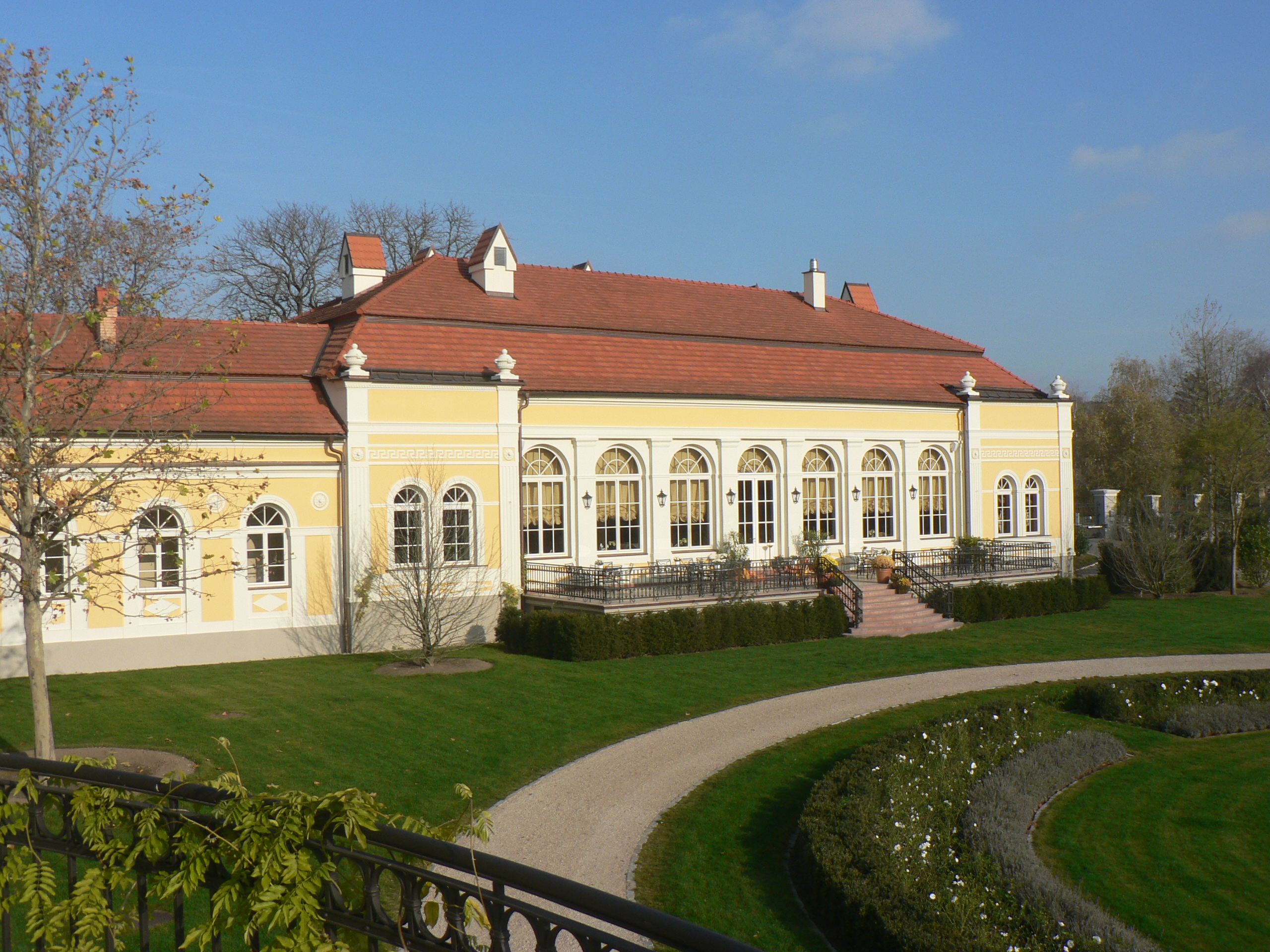
Az ebédlő kívülről...
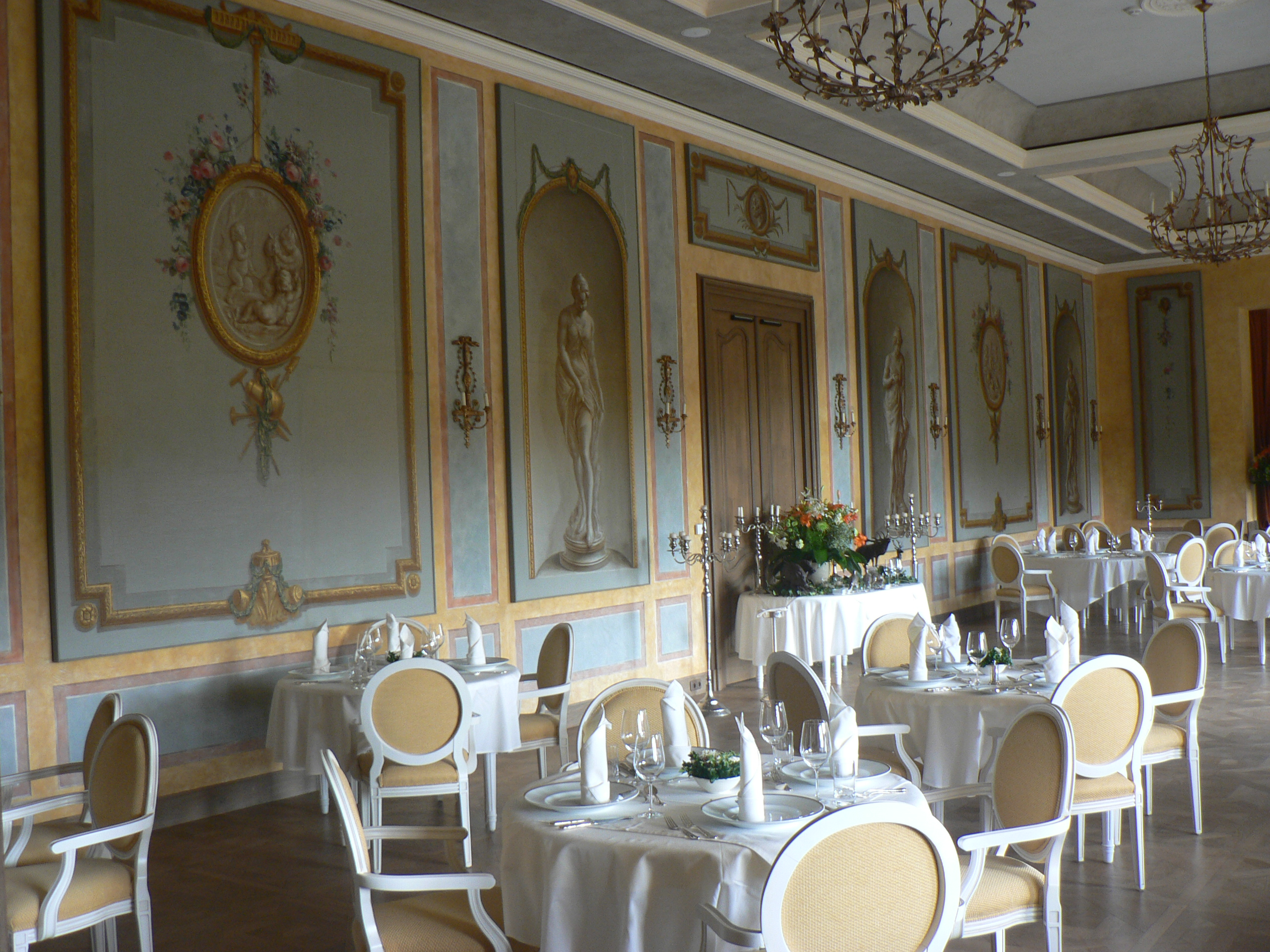
...és belülről
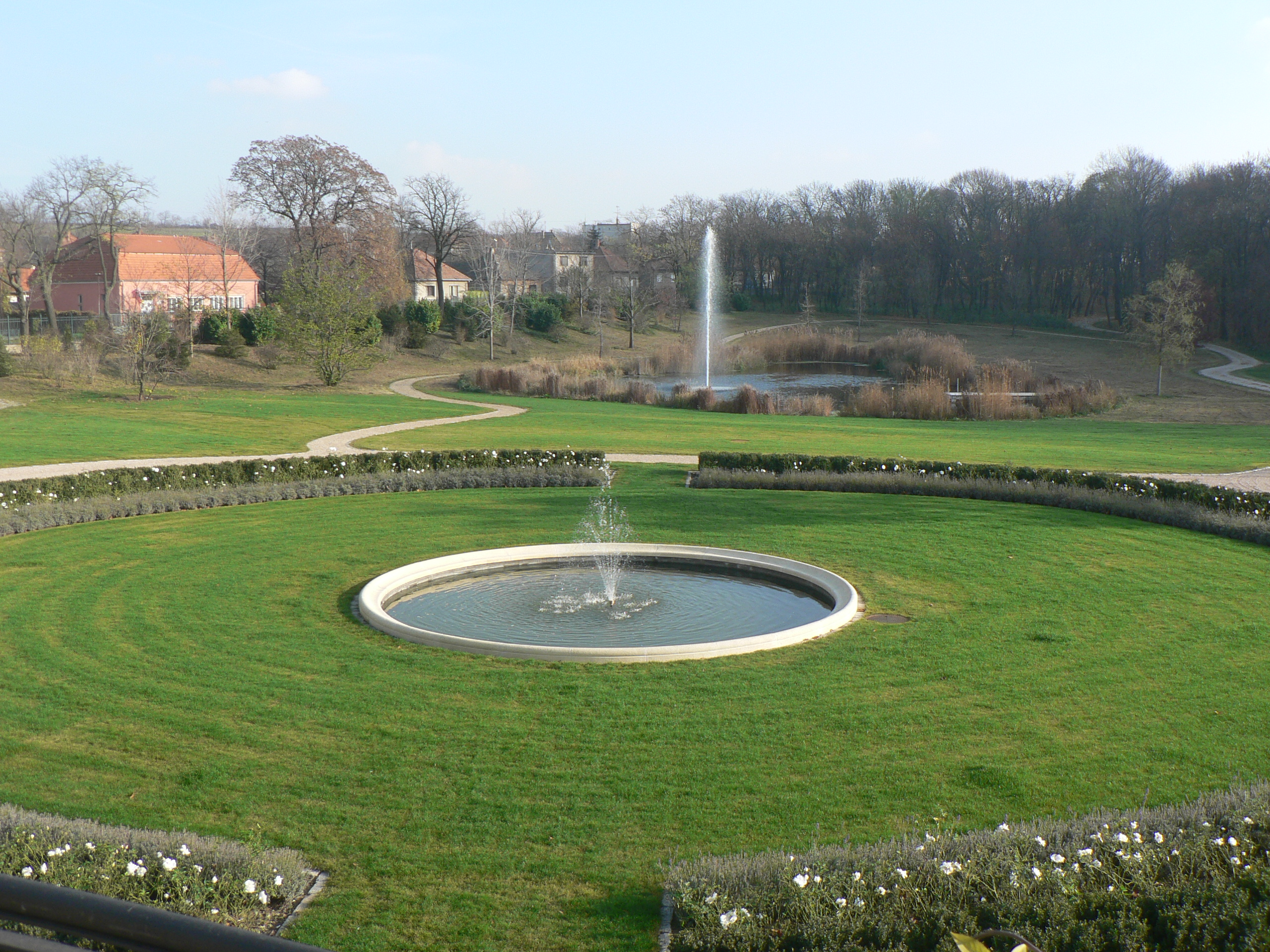
Szökőkutak nélkül nem érne semmit a park :)
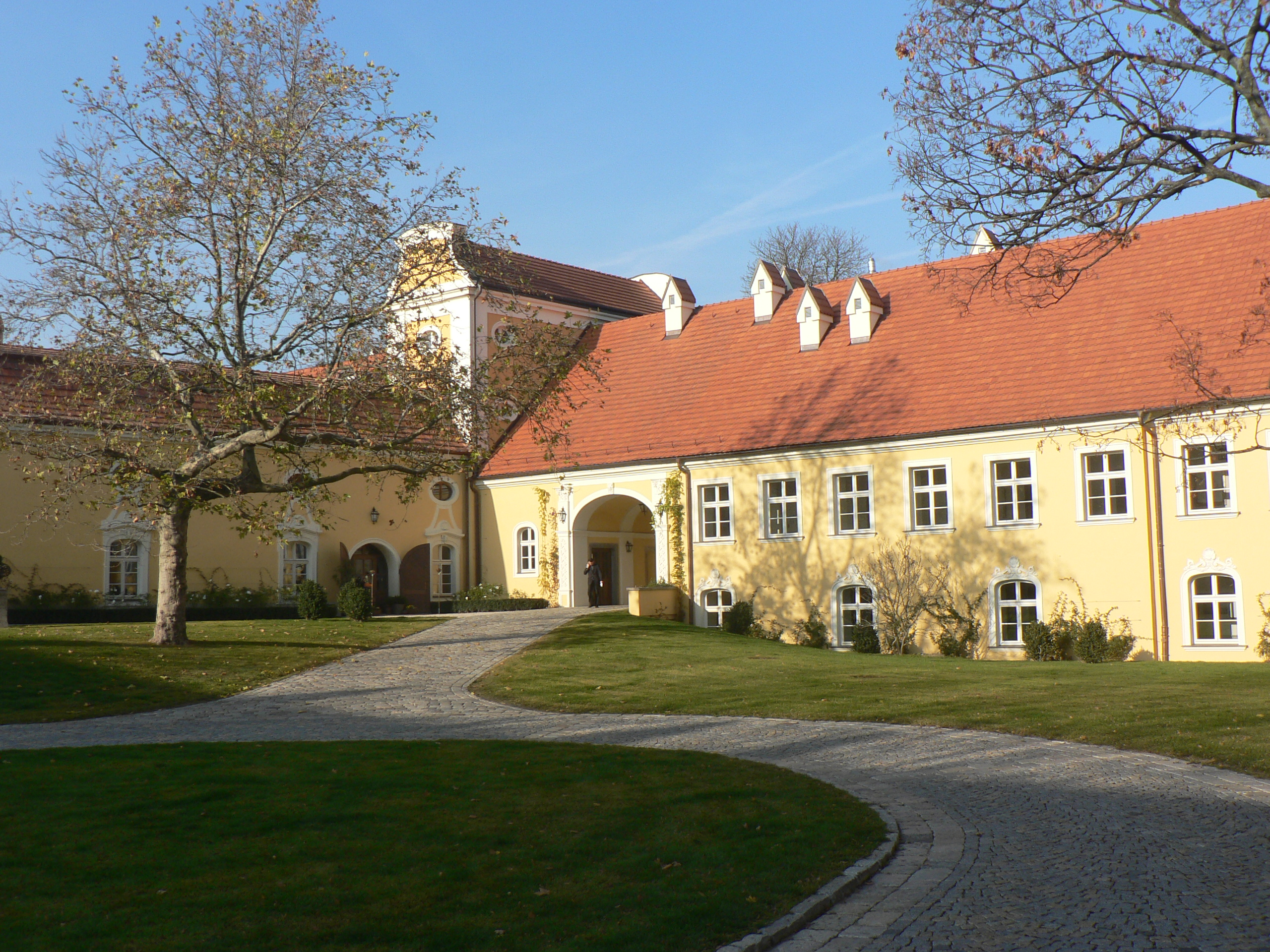
A belső udvar
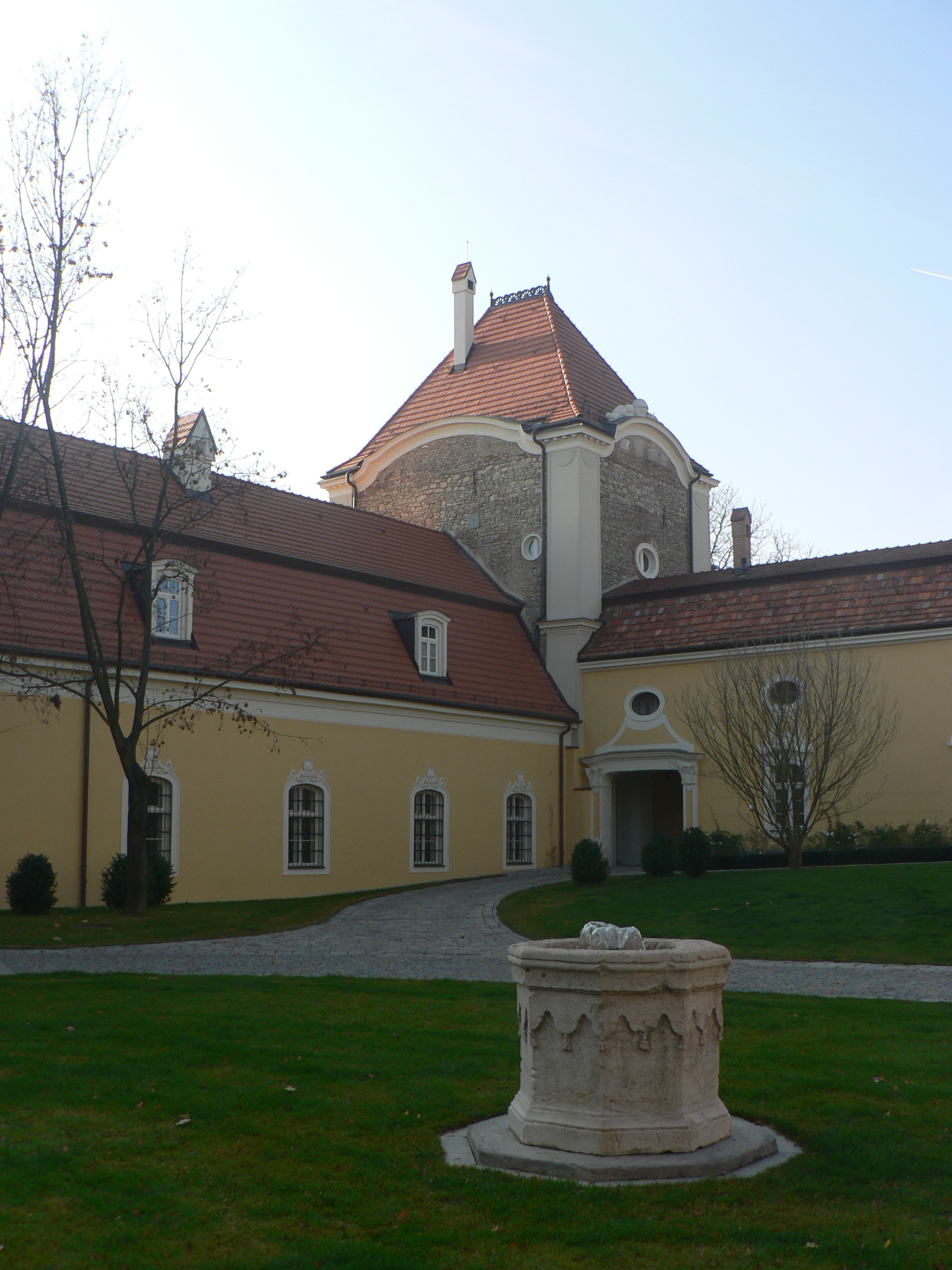
Lakótorony
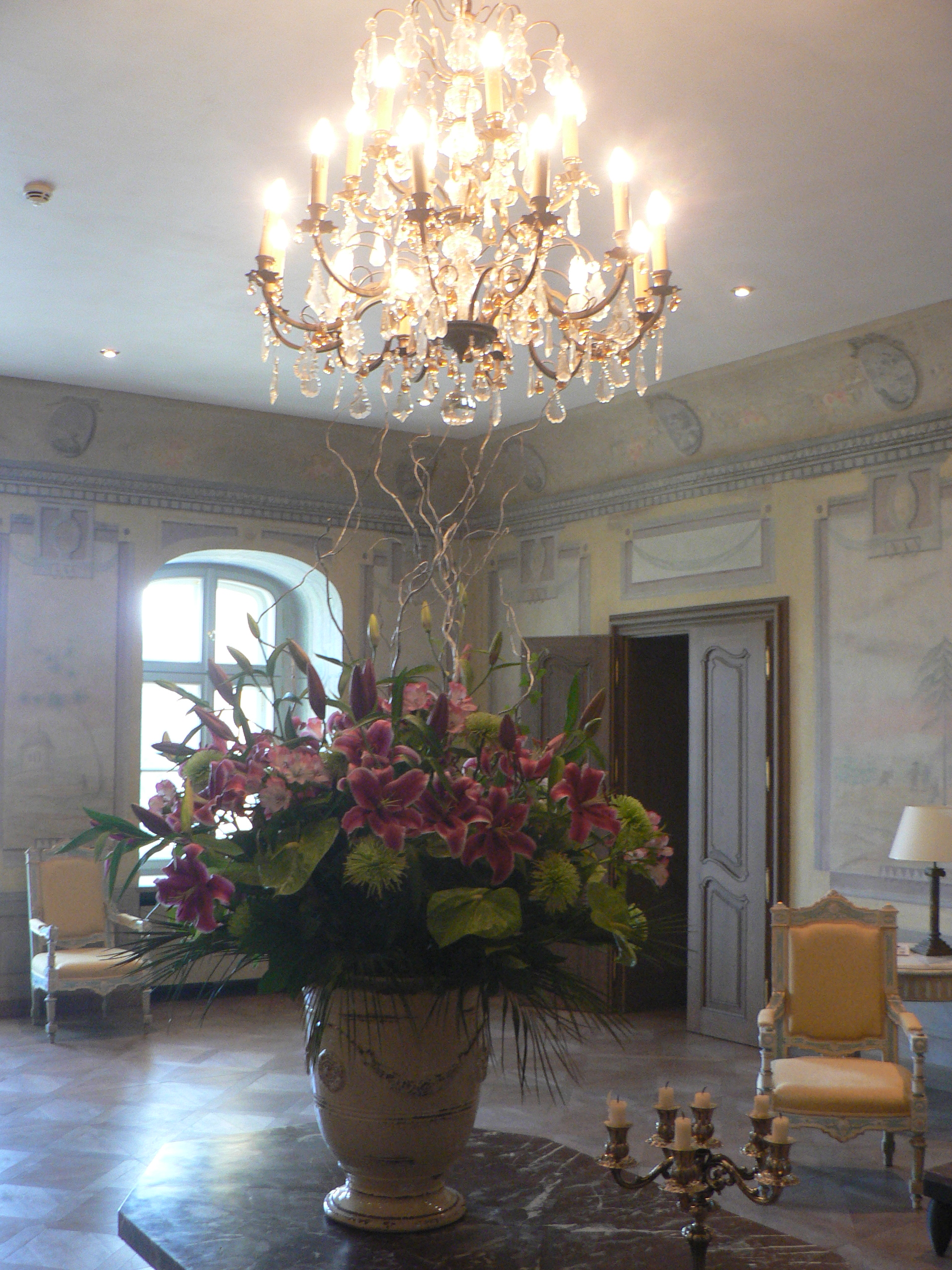
A hall
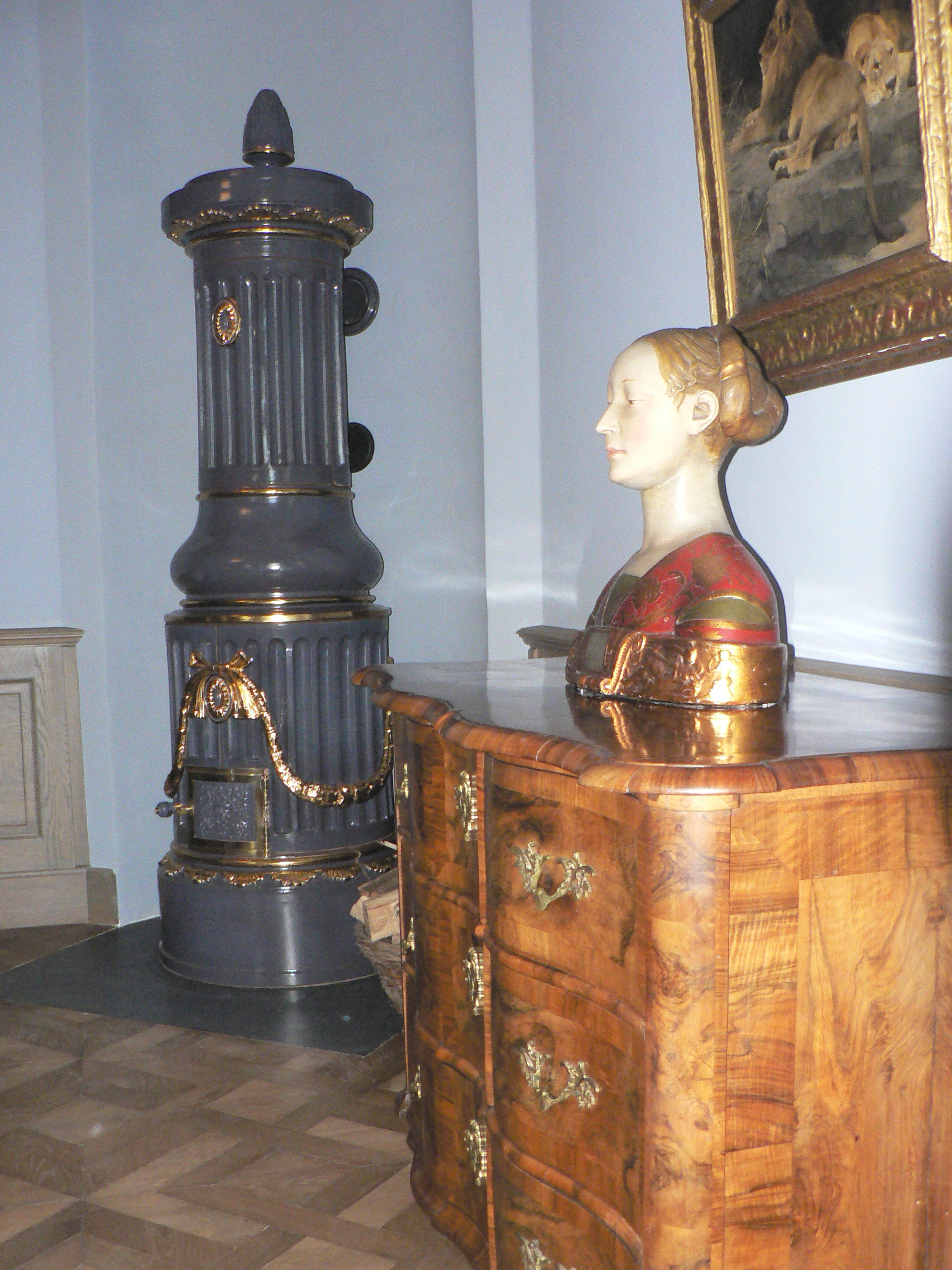
Harmonikus belső
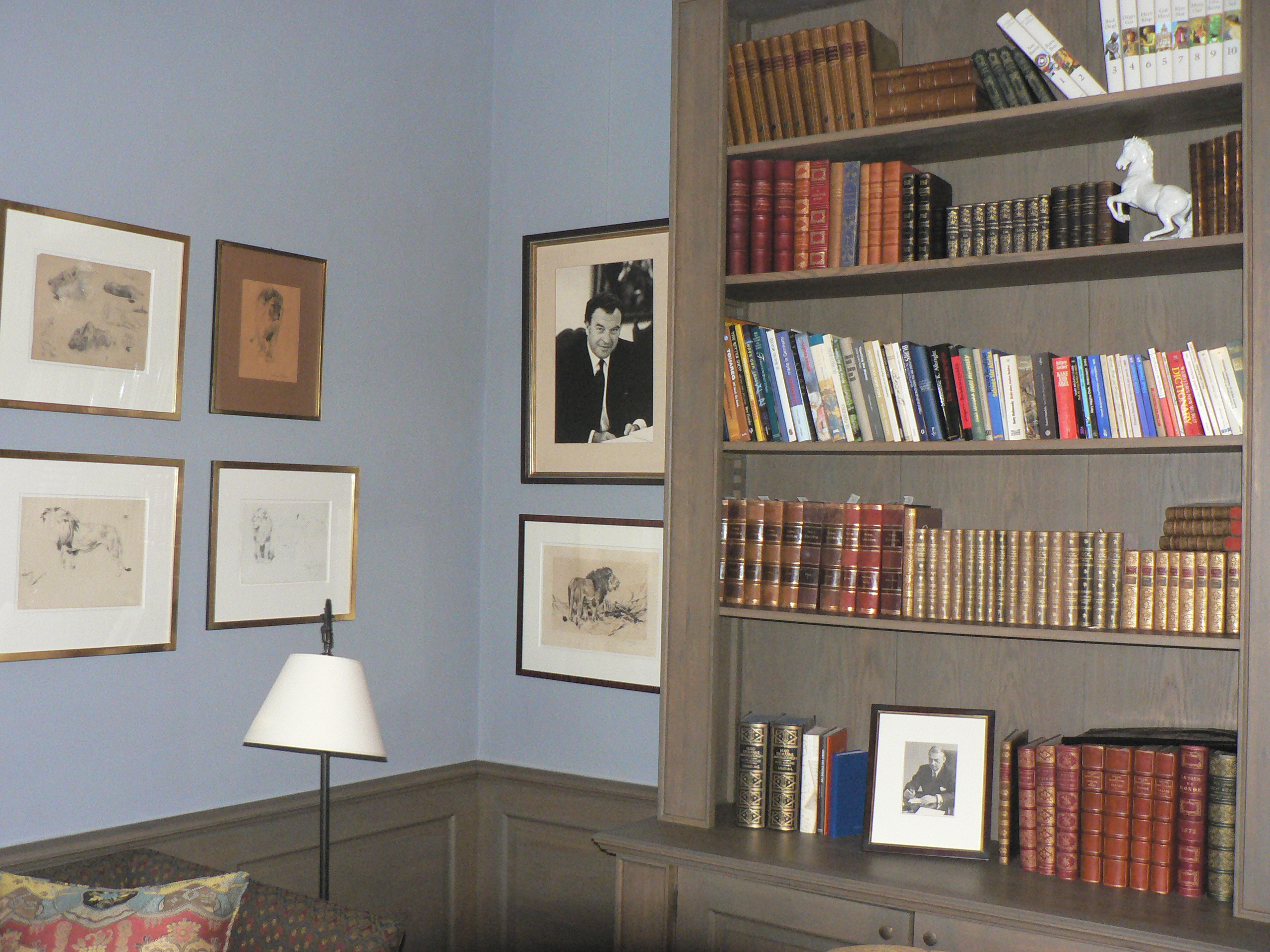
Dolgozószoba
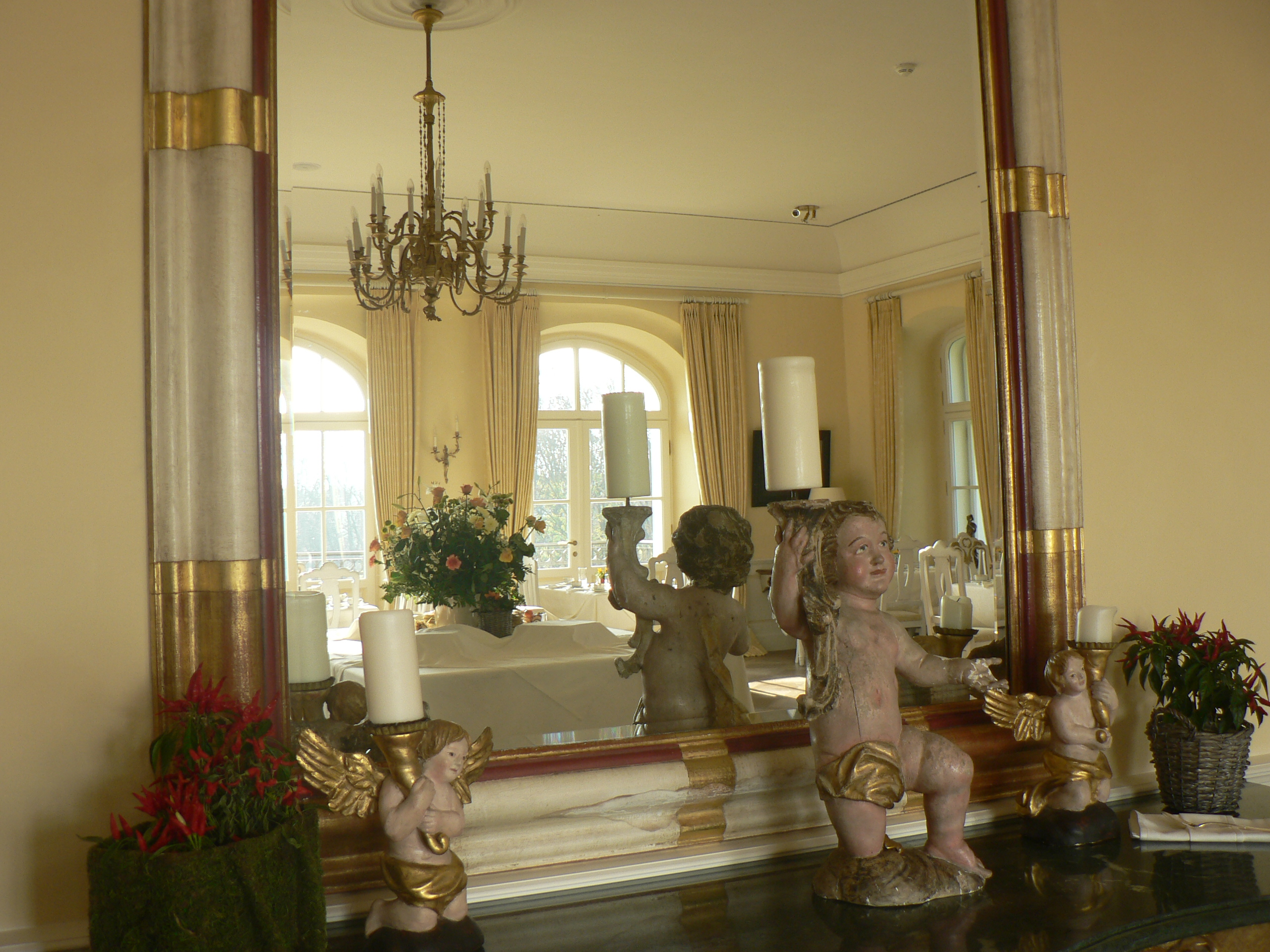
Tükör által
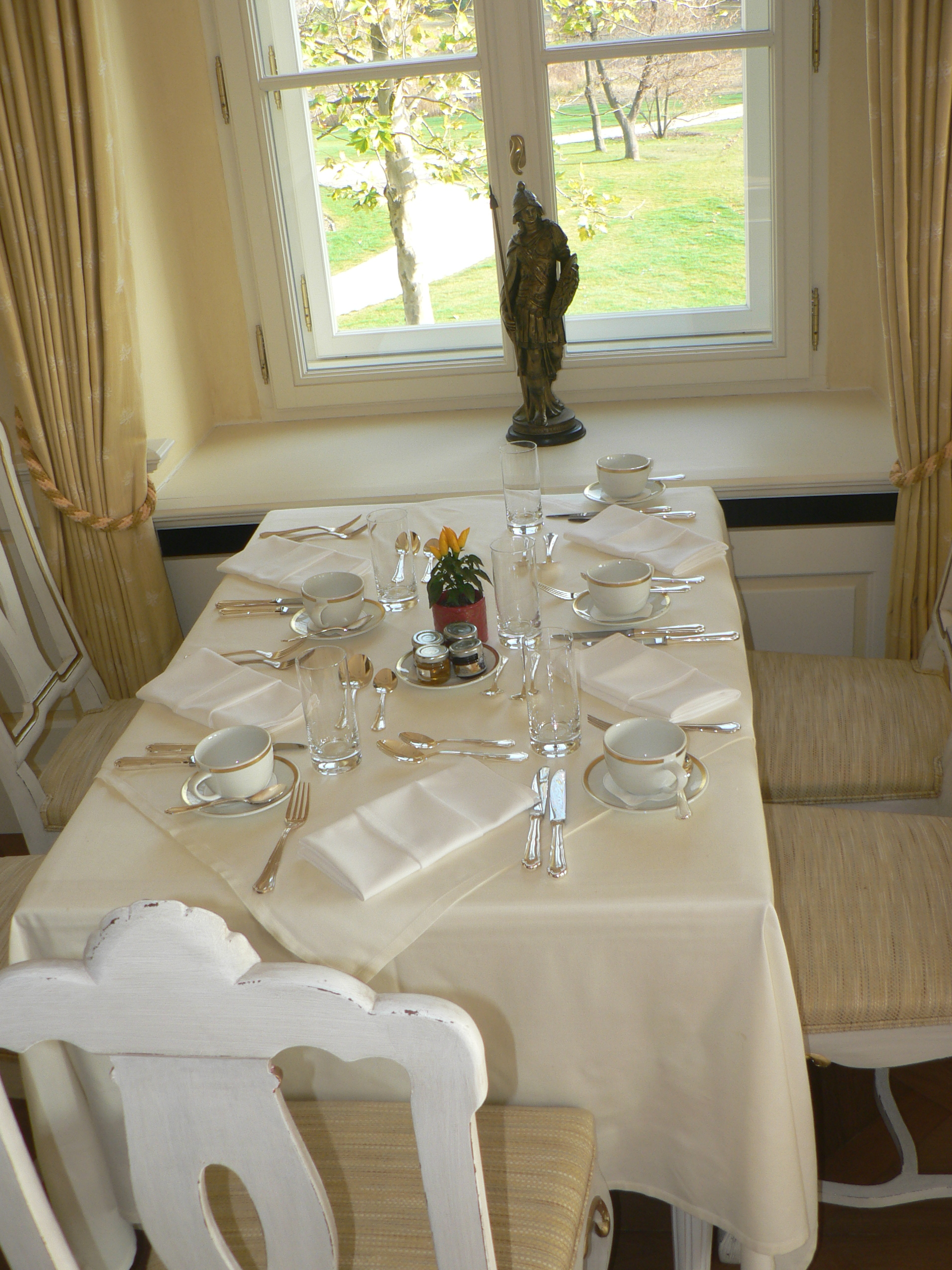
Reggeliző
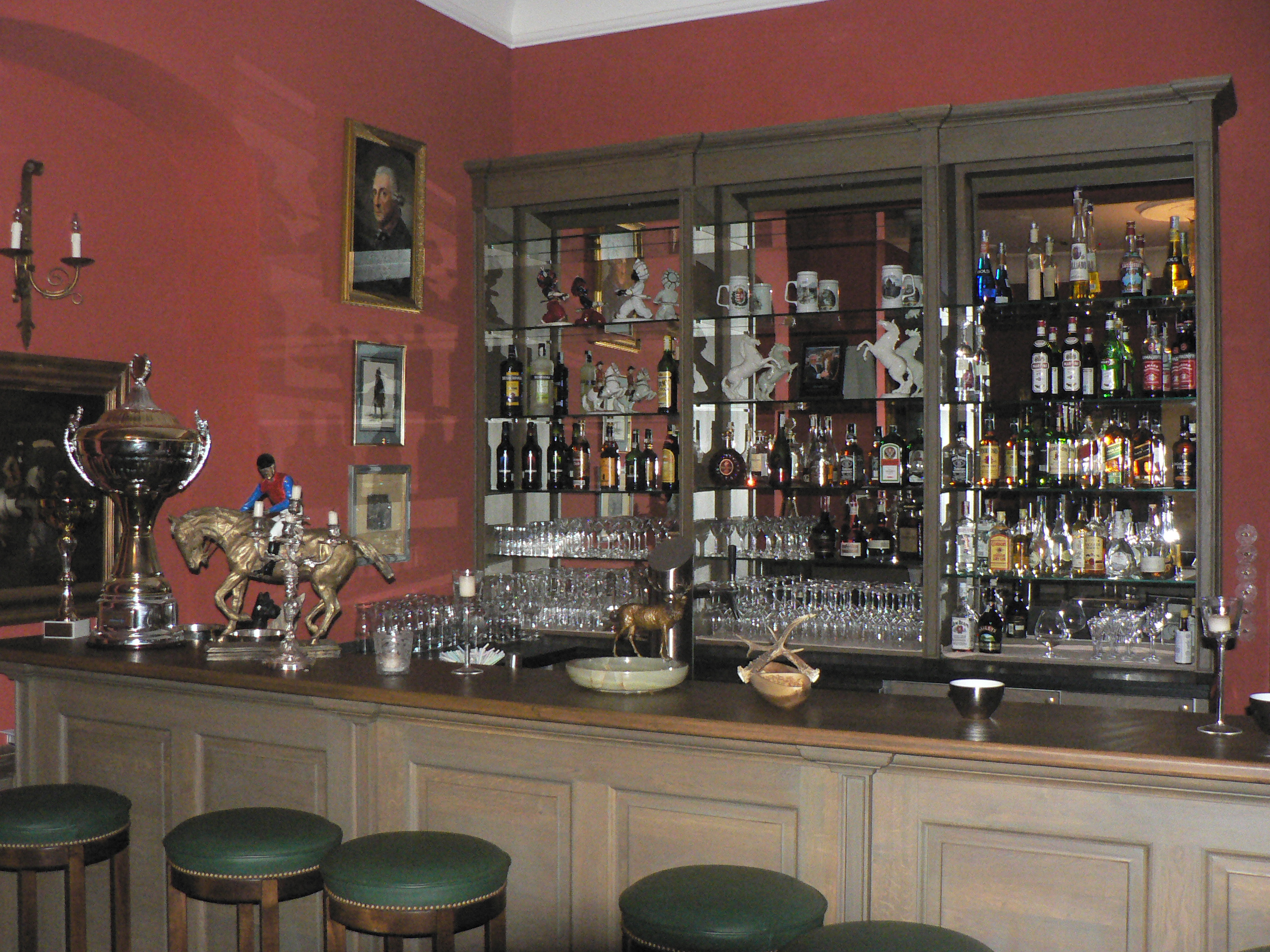
Bár
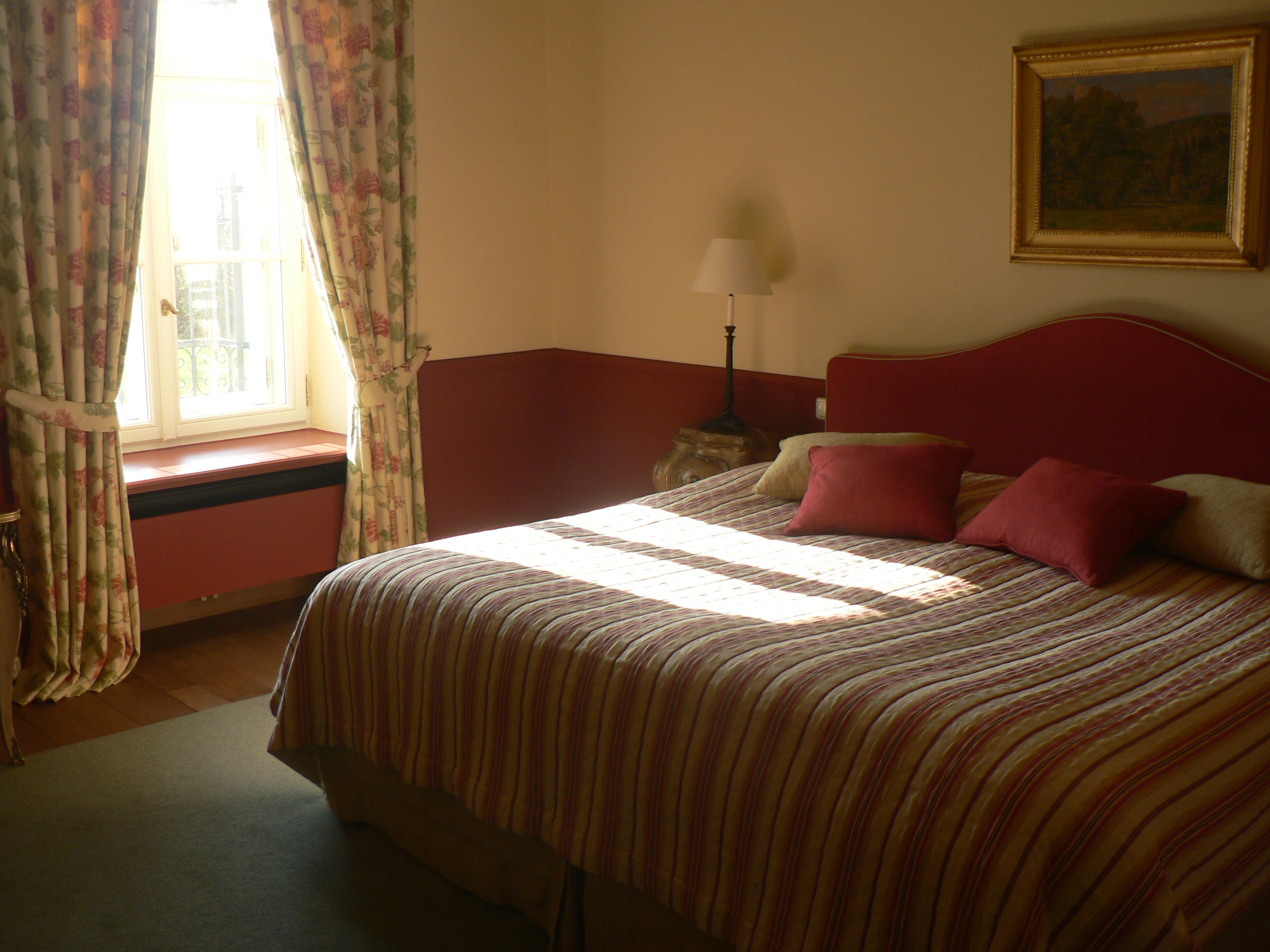
Egy szoba
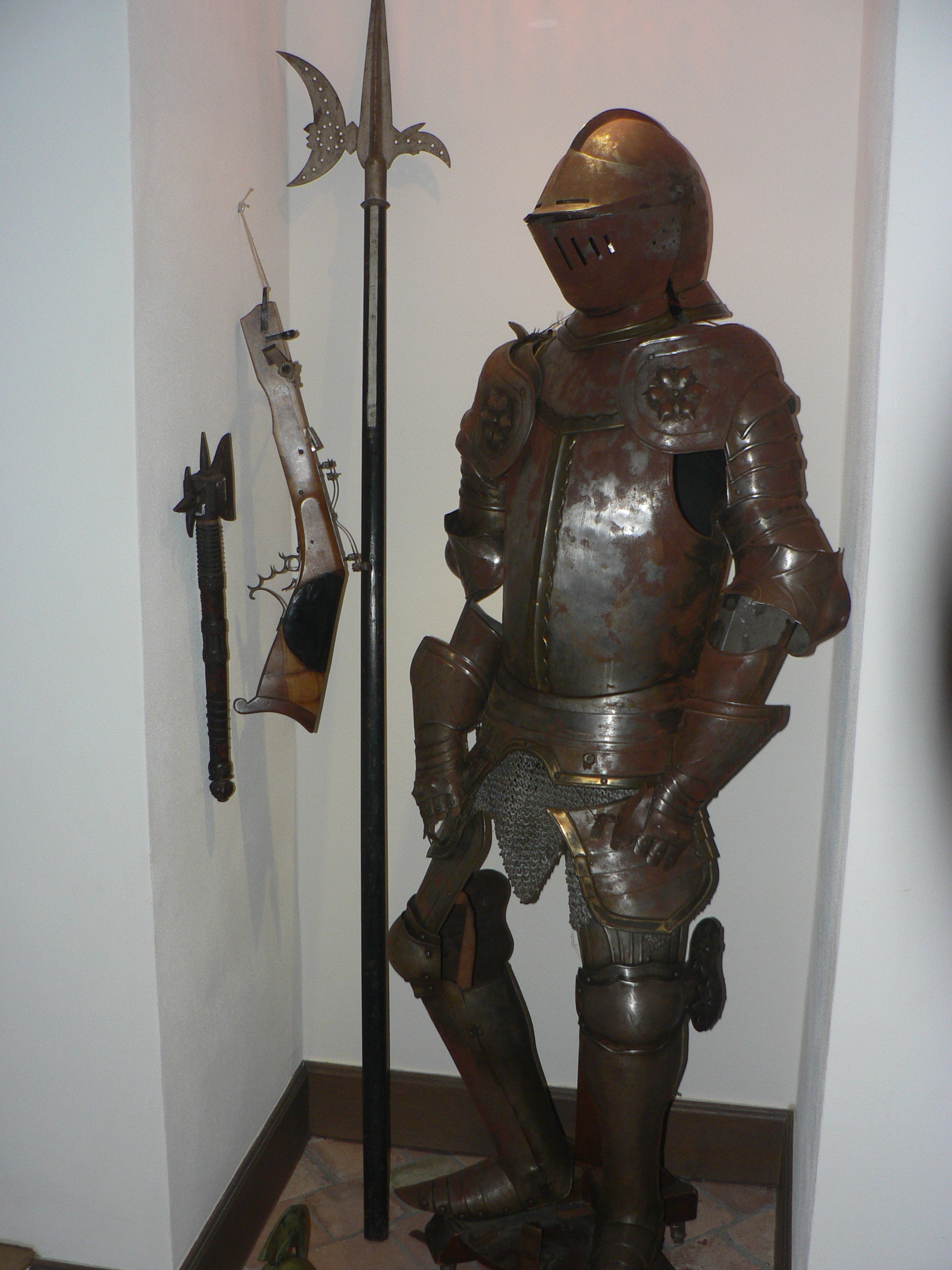
Emlékek egy lovagiasabb korból
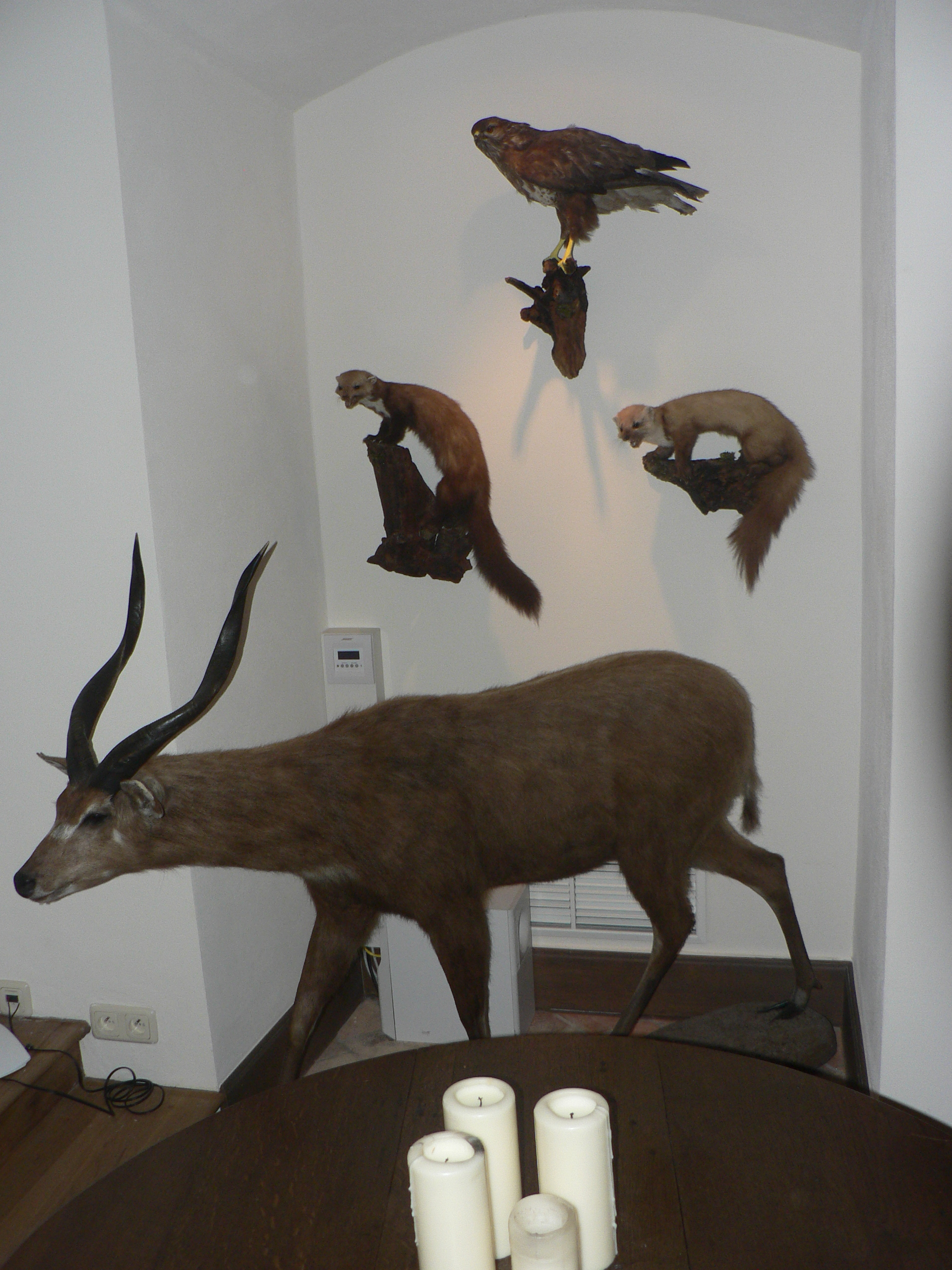
Régi vadászatok emlékei
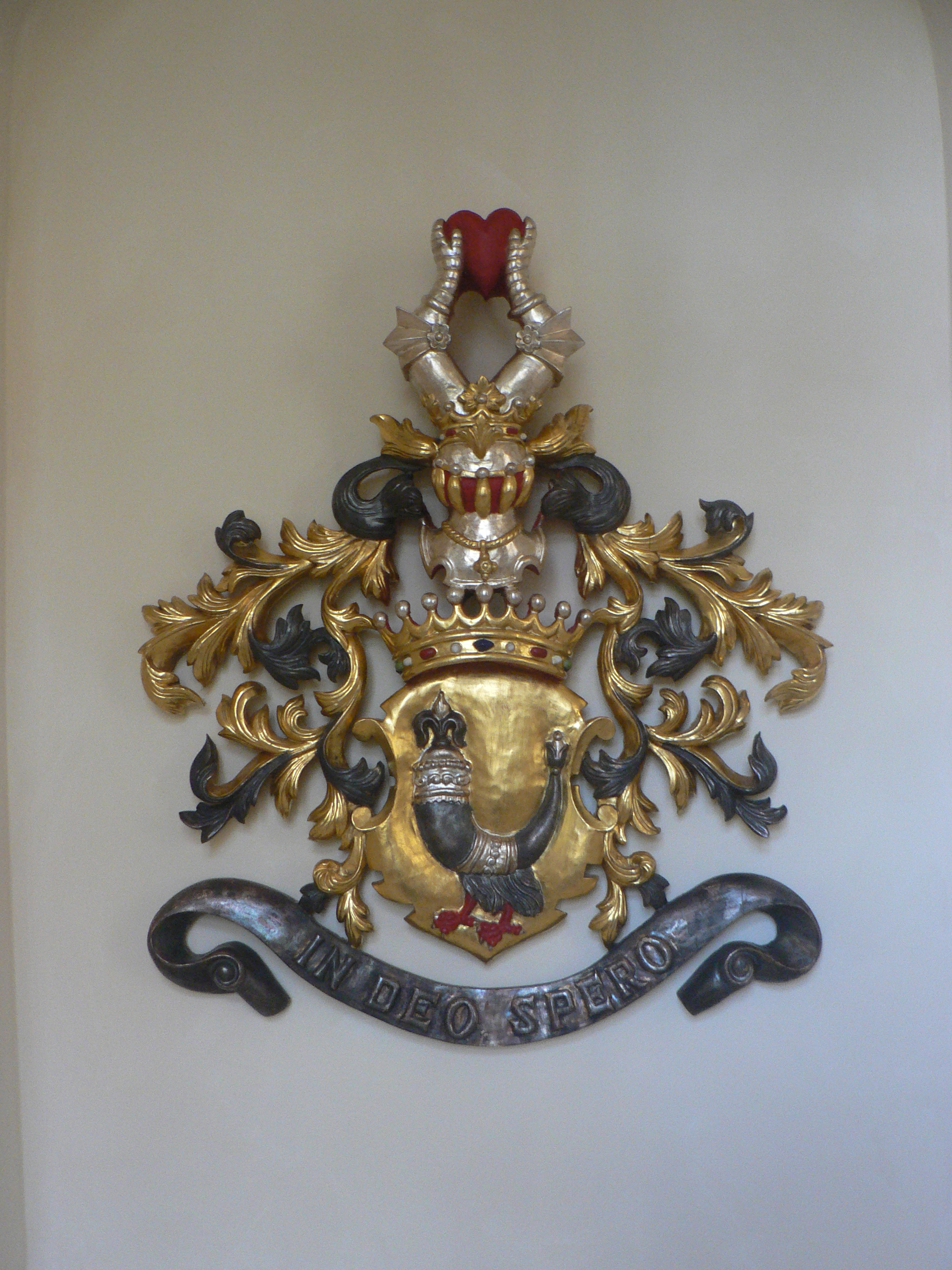
In Deo Spero
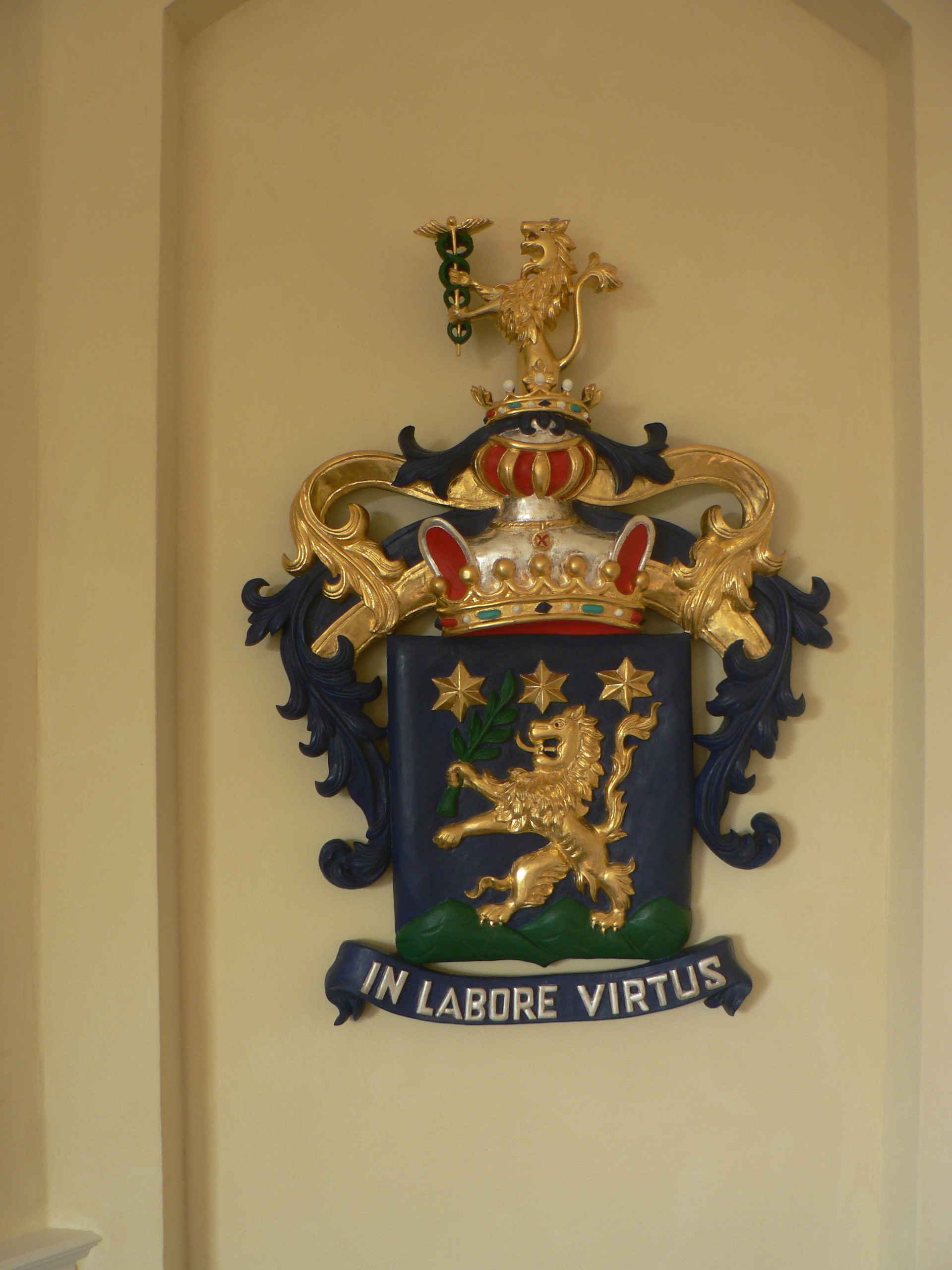
In Labore Virtus
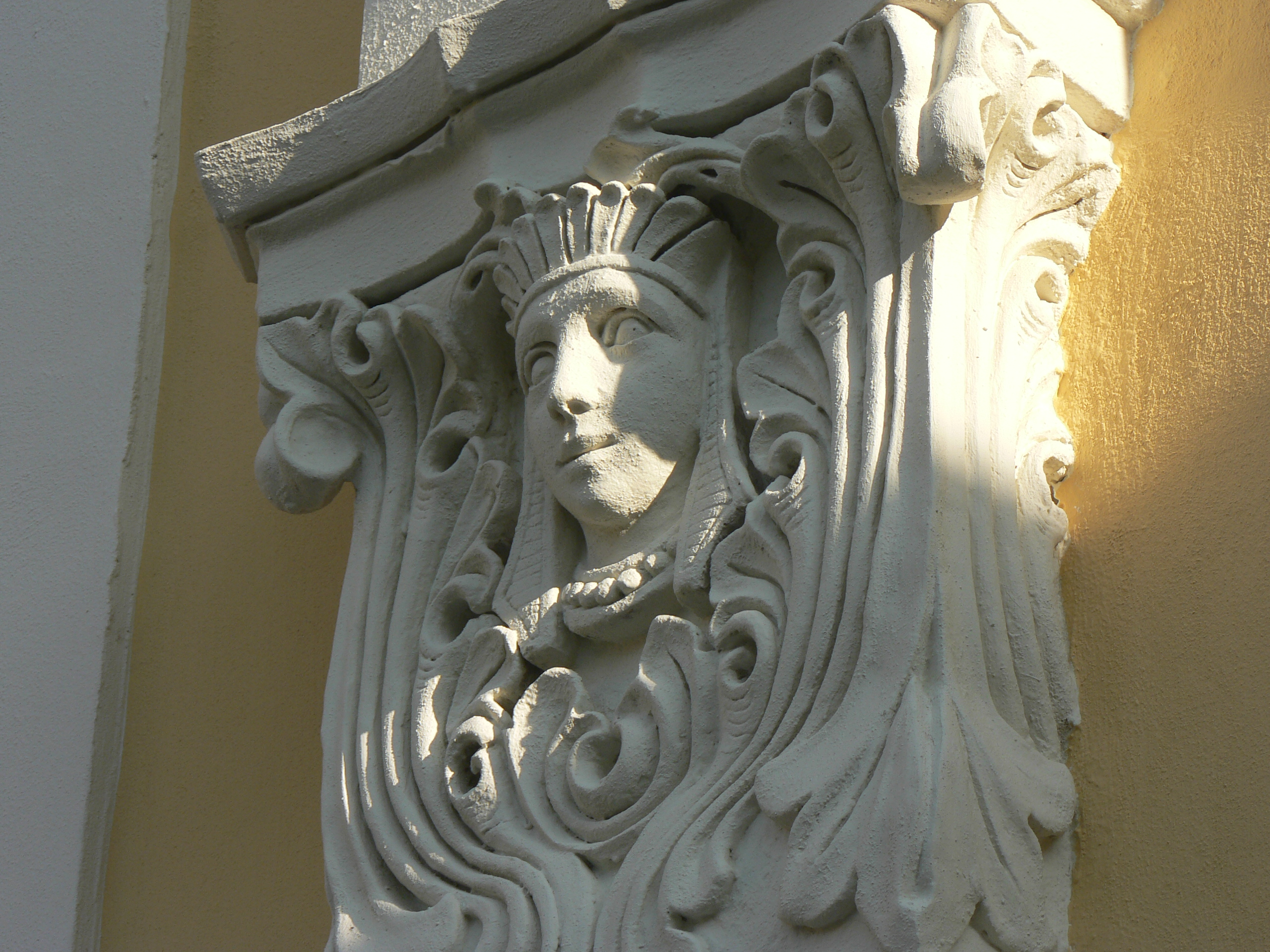
Elmerülve a részletekben
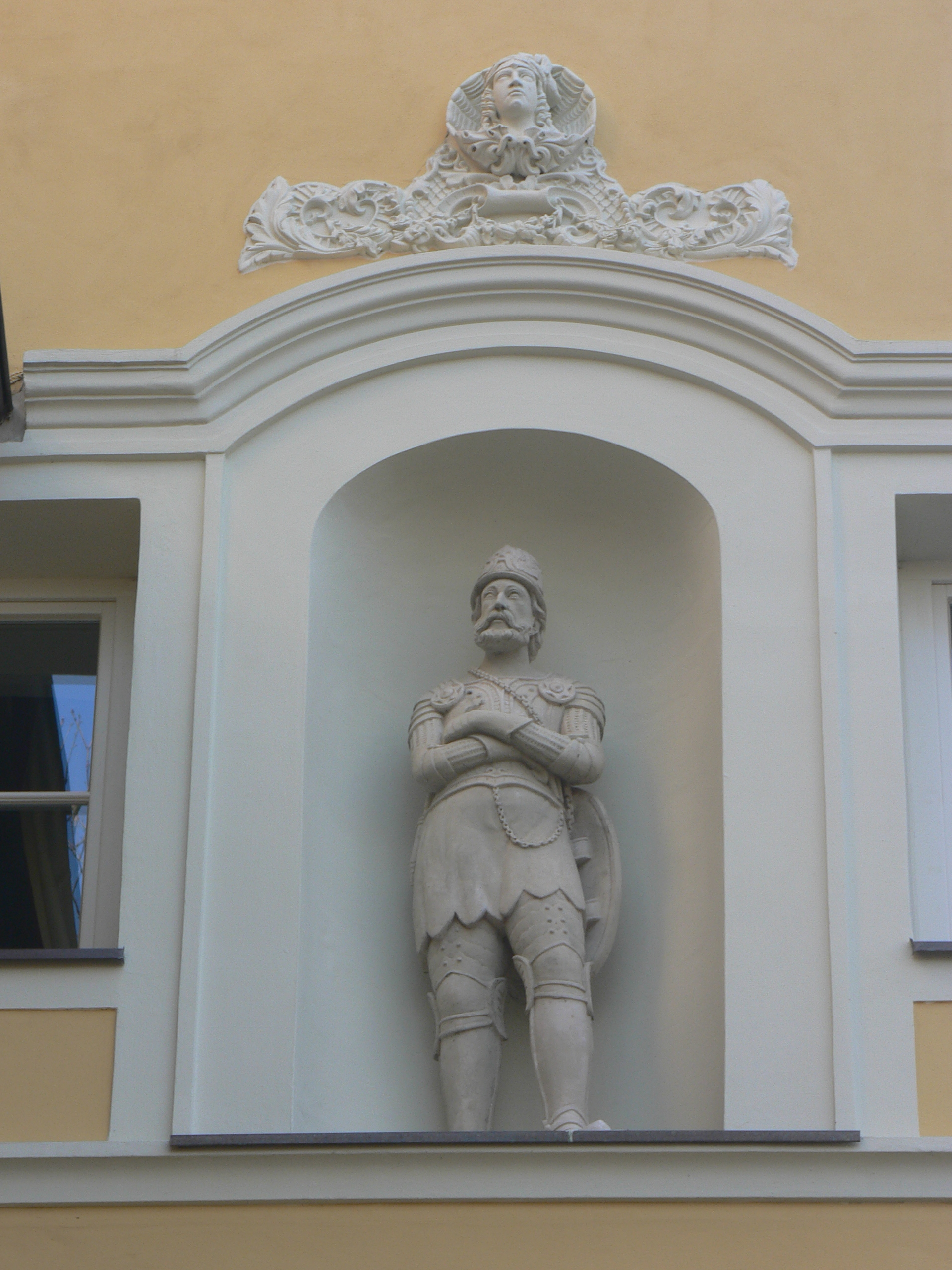